# Tetrastigma pachyphyllum
Tetrastigma pachyphyllum là một loài thực vật hai lá mầm trong họ Nho. Loài này được (Hemsl.) Chun miêu tả khoa học đầu tiên năm 1940.